# Palla sagittaria
Palla sagittaria är en fjärilsart som beskrevs av Rousseau-decelle 1934. Palla sagittaria ingår i släktet Palla och familjen praktfjärilar. Inga underarter finns listade i Catalogue of Life.